# Pappogeomys
A Pappogeomys az emlősök (Mammalia) osztályának a rágcsálók (Rodentia) rendjébe, ezen belül a tasakospatkány-félék (Geomyidae) családjába tartozó nem.

## Tudnivalók
Korábban a Cratogeomys-fajok a Pappogeomys nembe tartoztak.

## Rendszerezés
A nembe az alábbi 2 faj tartozik:
- Pappogeomys alcorni Russell, 1957
- Buller-mexikóitasakospatkány (Pappogeomys bulleri) Thomas, 1892 - típusfaj